# Mine de Red Dog
La mine de Red Dog est une mine à ciel ouvert de plomb, de zinc et d'argent située dans le borough de Northwest Arctic en Alaska aux États-Unis.
C'est la plus riche mine de zinc au monde, et celle qui possède les plus grandes réserves de zinc,. Red Dog assure à elle seule 10 % de la production mondiale de zinc, et 55 % des revenus miniers de l'Alaska en 2008. Au titre de l'exercice 2008, cette mine a produit 515 200 tonnes de zinc, 122 600 tonnes de plomb et 283 tonnes d'argent, pour une valeur totale de plus d'un milliard de dollars. Fin 2008, les réserves étaient estimées à 61 400 000 tonnes de zinc pur à 17,1 % et de plomb pur à 4,5 %, sans préjudice de roches où ces métaux sont en moindre concentration.
Red Dog se trouve sur des terrains propriété de NANA Regional Corporation, la société nationale inupiat et elle est exploitée par la société minière Teck Resources, en coopération avec NANA Development Corporation. Le minerai enrichi est acheminé par convoi à l'ouest, chargé sur des minéraliers en Mer des Tchouktches et exporté à la bonne saison.
La mine exploite actuellement à ciel ouvert le filon Aqqaluk, voisin de l'ancien puits : les réserves d'Aqqaluk sont de 56 millions de tonnes de plomb et de zinc. Ce puits devrait être exploité jusqu'en 2031.

## Histoire
Au milieu des années 1950, Bob Baker, pilote et prospecteur local, avait remarqué les écoulements rougeâtres des rivières de la région, sans parvenir à atteindre leurs sources par avion. En 1968, à la demande de Baker, un géologue de l'U.S. Geological Survey préleva des échantillons de roches et des alluvions d'une rivière que, par allusion au chien de Baker (un Terrier irlandais), il baptisa « Red Dog Creek. » Vers le milieu des années 1970, au terme de recherches menées par des prospecteurs de BLM, les grandes compagnies minières et le consortium NANA commencèrent à s'intéresser au site. Les premiers forages commencent en 1975. En 1980, une loi, l'ANILCA (Alaska National Interest Lands Conservation Act) est entrée en vigueur et a permis à une société nationale inuite, NANA, d'affermer le sous-sol de Red Dog. Les reconnaissances de Cominco American (devenue depuis Teck Cominco) datent de 1980. En 1982, NANA attribue l'exploitation à cette compagnie. En 1986, l’État d'Alaska prend en considération la construction d'une route dédiée (DeLong Mts. Transportation System) entre Red Dog et la côte, et celle d'un port en eaux peu profondes. La même année, les habitants de Kotzebue et de 10 autres villages se fédèrent au sein du Borough de Northwest Arctic, pour exploiter les bénéfices tirés de la taxation de Red Dog mine. Les travaux d'infrastructure commencent en juillet 1987, et l'exploitation du gisement débute au mois de décembre 1989.

## Géologie
Le plateau de Red Dog possède les filons de zinc les plus riches au monde : quatre se  trouvent à Red Dog même, les autres à Anarraaq et Su-Lik, à 10 km et 18 km respectivement au nord-ouest. Ce sont des lentilles massives de sulfure enveloppées dans des strates de schistes noirs et de carbonates altérés du Carbonifère.
Les orogenèses du Mésozoïque (notamment celle qui a engendré la Chaîne Brooks) ont plissé et fait se chevaucher les dépôts de minerai et les strates sédimentaires. La surrection des couches et l'érosion ont dénudé une partie du filon.
Red Dog offre l'exemple de dépôts sédimentaires enveloppant un filon de Zn-Pb-Ag, où le minerai s'est déposé sur les fonds marins sous la forme d'une couche de sulfures de zinc et de plomb . Des boues noires de carbonates de Zinc, de plomb, d'argent et de baryum ont sédimenté au fond d'un océan peu profond, il y a 338 millions d'années, au cours du Mississippien.
La concentration en minerais peut s'expliquer par la percolation de saumures à travers un immense bassin sédimentaire (plusieurs centaines de kilomètres carrés), qui auront lessivé et concentrés les traces métalliques présentes dans les horizons traversés. Puis les sels métalliques ont précipité sous l'action d'agents chimiques, biologiques ou physiques tapissant et infiltrant les fonds marins de Red Dog.
Selon une hypothèse, la présence d'une poche océanique, à une centaine de kilomètres de la mine actuelle, aurait favorisé une forte concentration de l'eau en sels. La saumure ainsi formée se serait infiltrée sous la surface et aurait ensuite lessivé les roches lors d'un plissement tectonique du massif, et se serait ensuite échappée par les failles du site de Red Dog, par un mécanisme voisin de celui des cheminées hydrothermales.

## Géographie
La mine de Red Dog se trouve dans les montagnes DeLong, à la pointe occidentale de la chaîne Brooks, à 144 km au nord de Kotzebue et à 88 km de la Mer des Tchouktches.
La mine se rattache au Borough de Northwest Arctic, dont les frontières coïncident exactement avec celles de la NANA Regional Corporation. Ce borough, dont la superficie est à peu près celle de l'Indiana, ne compte que 11 villages et sa population n'est en 2011 que de 7 208 habitants, dont 84 % iñupiat ou métis, et dont 40 % sont locuteurs déclarés de l'inupiaq. Ces villages ne sont reliés par aucune route. Les stations permanentes les plus proches de la mine sont les villages de Kivalina (377 habitants, à 100 km à l'ouest) et de Noatak (428 habitants, à 90 km au sud), au recensement de 2000.
Bien que les populations inuites aient fréquenté le pays environnant comme territoire de chasse et de cueillette, il n'y a toujours aucun résident permanent, que ce soit à la mine ou au débarcadère. La main d’œuvre compte 460 ouvriers et contremaîtres, dont un peu plus de la moitié ne quitte pas la mine. Les équipes travaillent par rotation, le plus souvent à raison de 4 semaines pour 2 semaines de repos. Tous les travailleurs résident dans le même immeuble, au milieu des ateliers de broyage-raffinage, autour du puits. un contingent plus modeste gère l'embarcadère. Les mois d'été, les agents sous contrat résident au ConPac, au sud. Les actionnaires de NANA sont à 56 % des employés de la mine.
La mine de Red Dog apporte le quart des ressources financières du borough. Bien que les autochtones bénéficient de cette rente minière, ils doivent presque tous compléter leurs revenus par une activité vivrière qui dépend de façon cruciale de la qualité de l'environnement.

## Problèmes environnementaux
Jusqu'à l'exploitation des filons de Red Dog, les eaux des ruisseaux drainant le massif étaient trop chargées pour permettre à la vie de se développer ; mais le 13 juin 2007, l’État d'Alaska a rayé, après avis favorable de l'EPA, deux de ces rivières (Red Dog Creek et Ikalukrok Creek) de la liste des cours d'eau les plus pollués de l'état. La mine rejette après décantation les eaux d'exhaure dans Red Dog Creek, un tributaire d'Ikalukrok Creek. Les études préalables à l'exploitation ont montré que les eaux de Red Dog Creek étaient naturellement chargées en cadmium, plomb, zinc, aluminum etc. De ce fait, et par suite d'un pH nettement alcalin, il n'y avait pas, avant même l'ouverture de la mine, de faune piscicole. Le retraitement des eaux d'exhaure et leur rejet en rivière a favorisé la colonisation d'une population d’ombres arctiques dans Red Dog Creek, qui est désormais protégée.
Selon l’U.S. Environmental Protection Agency (EPA), Red Dog Mine crée davantage de déchets toxique que toute autre industrie américaine ; encore faut-il préciser que presque tous ces déchets (plus de 99 %) sont des déblais rocheux contenant naturellement plus de 2 % de sulfures, ce qui les range dans la catégorie réglementaire des déchets toxiques. Tous ces déblais sont conservés dans une décharge permanente sur le site, et retraités dans la mesure du possible.